# Masin
Masin is een bestuurslaag in het regentschap Batang van de provincie Midden-Java, Indonesië. Masin telt 3256 inwoners (volkstelling 2010).